# Acanthocera inopinatus
Acanthocera inopinatus är en tvåvingeart som beskrevs av David Fairchild 1972. Acanthocera inopinatus ingår i släktet Acanthocera och familjen bromsar.
Artens utbredningsområde är Peru. Inga underarter finns listade i Catalogue of Life.